# Nossen
Nossen (pronunciación en alemán: /ˈnɔsn̩/ⓘ) es un municipio situado en el distrito de Meißen, en el estado federado de Sajonia (Alemania), a una altitud de 260 metros. Su población a finales de 2016 era de unos 10 700 habs. y su densidad poblacional, 88 hab/km².